# リコーダーをおいかけろ
『リコーダーをおいかけろ』は、NHK教育テレビジョンで放送された単発テレビドラマである。放映日は2006年4月3日で、ABUアジア子どもドラマシリーズの一作として2008年8月1日に再放送された。

## キャスト
- 宮本聡 - 鈴木悠人
- 野川あやか - 森迫永依
- 先生 - 小林綾子
- 配達のおじさん - 加藤和久
- 白衣の人 - 岩本靖輝
- あやかのパパ - 久ヶ沢徹

## スタッフ
- 脚本 - 井出真理
- 音楽 - 鈴木康博
- 演出 - 岡本幸江